# Niola Doa
Le site de Niola Doa (Niola Doia ou Niala Doha, également Guirchi Niola Doa) est un groupement d'œuvres d'art rupestre saharien situé au nord-est du Tchad, dans la région de l'Ennedi. Constitué principalement de panneaux gravés, représentant un peu plus grand que nature de grandes figures au corps richement orné, figures probablement féminines, le site est découvert par bribes à partir des années cinquante. L'ensemble se rattache majoritairement à la période « bovidienne » de l'art rupestre saharien, c'est-à-dire à partir du Ve millénaire av. J.-C.

## Localisation
Le site de Niola Doa est situé sur l'enneri Guirchi, sur la bordure nord du plateau de l'Ennedi, à proximité de la dépression du Mourdi. L'agglomération la plus proche est le hameau formé autour du puits de Diona, à une vingtaine de kilomètres au nord-nord-ouest. La ville de Fada est à environ 130 km au sud-ouest.
Le site se compose notamment de plusieurs panneaux, au nombre de cinq ou six, gravés de personnages. Outre ces grands panneaux, il y a également plusieurs lieux présentant des gravures de moindre importance.

## Toponymie
Le toponyme de Niola Doa signifie, dans la langue toubou, « les piliers aux jeunes filles » ou « les jeunes filles dansantes » et les nomades nomment les lieux « La place des filles ». Le nom du site est également désigné sous les termes de Niala Doha.

## Généralités
Le découvreur initial du site est un officier de l'armée coloniale française, le capitaine Courtet, alors lieutenant. En 1954, il est le premier occidental connu à visiter les lieux et à rapporter l'existence des fresques gravées. Il en prend des photographies qu'il enverra au général Paul Huard, éminent spécialiste de l'art rupestre saharien.
Les fresques gravés de Niola Doa montrent de grands personnages à la stéatopygie marquée mais ne présentant outre cela aucun attribut sexuel évident. En raison de cette stéatopygie, et du toponyme, ces personnages sont généralement considérés comme féminins. Leur posture est toujours identique. Debout, le dos orienté vers la droite, celle de leur main qui est à gauche tient un bâton posé sur leur épaule, parallèlement au sol. Leur autre main est orientée vers le sol, bras tendu et légèrement écarté du corps.
La particularité la plus remarquable de ces figures est leur ornementation. L'intégralité de leur corps est décoré de motifs géométriques tels que chevrons, zigzags, grecques, spirales ou beaucoup plus rarement de motifs zoomorphes stylisés.
D'autres personnages, plus petits, également stéatopyges, présentent une posture plus libre et une ornementation moins chargée et moins variée. Ils ont pour point commun de porter une sorte de longue jupe descendant jusqu'aux chevilles. Cette jupe est généralement décorée de groupes de petits traits verticaux.

## Description

### Le panneau des Français
Découvert en février 1955 par André Bonnet, Jean Freulon, Albert de Lapparent et Pierre Vincent, le panneau des Français est décrit en 1956 par l'Abbé Breuil. Exposé est-sud-est, il représente quatre grands personnages au corps intégralement orné de motifs géométriques, ces personnages sont interprétés par Henri Breuil comme des danseuses. Ils sont montrés dans une attitude processionnelle, portant une sorte de bâton sur l'épaule, groupés deux à deux et défilant de la droite vers la gauche. Le plus grand de ces personnages mesure 2,50 m de haut. Sept personnages plus petits accompagnent ces « danseuses ». Parmi ceux-ci, certains arborent une sorte de longue jupe décorée de traits et un plastron orné de motifs losangiques. Deux autres pourraient représenter des joueurs de tambour. Quatre grandes incisions verticales plus récentes viennent recouper les motifs gravés.
À 500 mètres à l'ouest de ce panneau se trouve un abri sous roche orné de peintures de bovidés et de personnages. Des camélidés sont également représentés sur des gravures plus récentes.

### Le panneau des Italiens
Ce panneau a été découvert en 1993, à 150 mètres du panneau des Français, par une équipe italienne. Il comporte cinq grands personnages analogues aux « danseuses » du panneau des Français ; un sixième, plus petit, présente une attitude semblable. On trouve également sur ce panneau des personnages à la jupe longue.

### Le panneau décrit par P. Fuchs
Ce groupe a été publié en 1957 par l'Autrichien P. Fuchs qui l'a surnommé « Les quatre grâces de l'Erdébé ». Il se trouve dans le Wadi Dishi, à 1,5 km au nord du groupe des Français.
Ce panneau est d'une exécution plus fruste et semble inachevé. Il représente quatre grandes figures féminines.

### Les autres panneaux
Ils ont été découverts en 1964 par le sergent Bousso, un Français, et partiellement publiés par Paul Huard et Jean-Marie Massip en 1966. La localisation exacte de ces deux panneaux est cependant restée incertaine jusqu'en 1996, où ils ont été ré-identifiés par David Coulson et Alec Coulson. Il s'agit des œuvres les plus septentrionales du site, situées à environ 3 km au nord du panneau des Français.
Le panneau principal est une longue frise gravée sur un pan incliné. Elle présente quatre figures stéatopyges principales, toujours dans la même posture, dont la plus grande mesure 1,30 m de haut, soit la totalité de la hauteur disponible. Deux figures identiques mais de bien plus petite taille sont gravées sur la gauche du panneau et deux autres, très schématiques, sont situées à l'extrême gauche. La fresque montre aussi deux personnages à la jupe, séparant les quatre principales figures stéatopyges en deux groupes de deux. Un certain nombre de personnages gravés supplémentaire, dont il est difficile de dire s'ils sont contemporains de la gravure principale ou postérieurs, peuplent cette frise.
Le second panneau, situé à proximité immédiate du premier, montre un seul duo de « danseuses », la plus grande mesurant 1,60 m de haut.

### Les dalles gravées
À proximité du panneau décrit en 1956, on trouve un affleurement de grès qui se fracture en affectant la forme de dalles grossières. Un nombre important de ces dalles présentent des gravures. Ces dernières sont postérieures aux gravures des panneaux, mais certaines reprennent, de façon grossière et maladroite, les grands personnages montrés sur les panneaux.